# دانشگاه هنر شیراز
دانشگاه هنر شیراز چهارمین مرکز آموزش عالی رشته‌های هنری در ایران و نخستین مرکز در جنوب کشور است. راه اندازی این دانشگاه از جمله طرح‌های مصوب سفر سید علی خامنه‌ای به استان فارس در سال ۱۳۸۷ است. اعضای هیئت علمی این دانشگاه در حال حاضر در رشته‌های باستان‌شناسی، معماری، ارتباط تصویری، نقاشی، مرمت، موزه، عکاسی، فرش و چند رشته دیگر که در حال نوگشایی است در مقطع کارشناسی و کارشناسی ارشد هستند. سایت این دانشگاه که در حال احداث و ساخت است در منطقه شهرک آرین شیراز واقع است و اولین دانشکده این دانشگاه در حال ساخت است. با توجه به ضرورت رشته‌های هنری در جنوب کشور این دانشگاه یکی از اولویت‌های تأسیس است. در حال حاضر این دانشگاه خوابگاه‌های خودگردان که زیر نظر شورای نظارت استانی بر خوابگاه‌ها است را به دانشجویان معرفی می‌نماید و در آینده در خصوص ساخت خوابگاه اقدام خواهد نمود.

## دانشکده‌ها
این دانشگاه مصوبه چند دانشکده اعم از دانشکده باستان‌شناسی و مرمت، دانشکده هنرهای کاربردی، دانشکده هنرهای تجسمی و دانشکده هنرهای نظری را دارد. که در حال حاضر اولین دانشکده آن در حال ساخت است.

## رشته‌ها

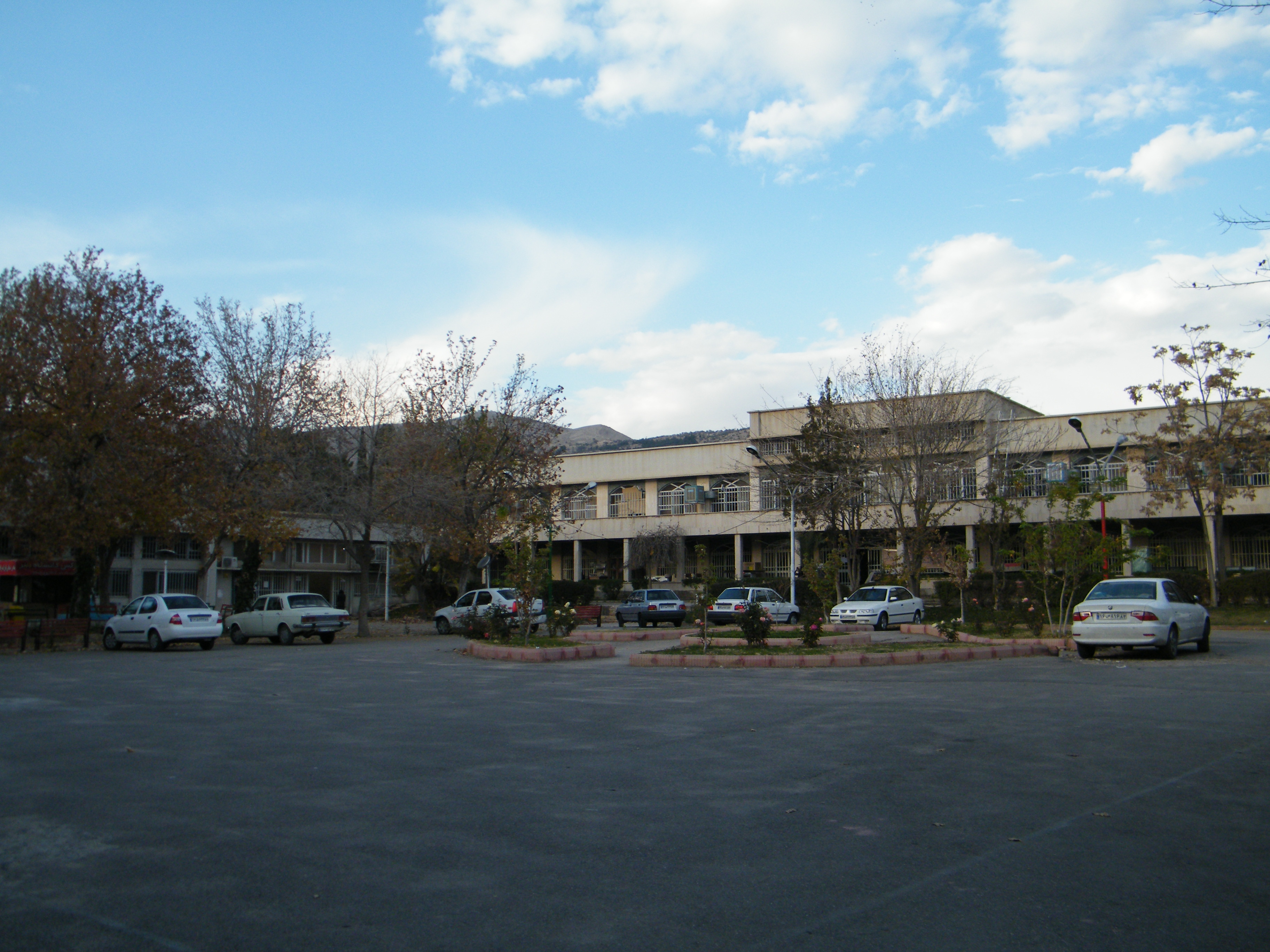

این دانشگاه دارای رشته‌های کارشناسی مرمت، موزه، فرش، باستان‌شناسی، معماری داخلی، گرافیک، نقاشی و ادبیات نمایشی است. دورشته کارشناسی ارشد معماری و باستان‌شناسی و یک رشته کارشناسی عکاسی در سال ۱۴۰۲ به رشته‌های این دانشگاه اضافه گردیده است.